# Tricimba dugdalei
Tricimba dugdalei är en tvåvingeart som beskrevs av Spencer 1977. Tricimba dugdalei ingår i släktet Tricimba och familjen fritflugor. Inga underarter finns listade i Catalogue of Life.